# Donald Johnstone McGavin
Sir Donald Johnstone McGavin, novozelandski general in vojaški zdravnik, * 1876, † 1960.
McGavin je med svojo vojaško kariero bil: pomočnik direktorja zdravstvenih služb Novozelandske pehotne divizije (1916-19), generalni direktor Novozelandskih zdravstvenih služb (1919-24), nato pa je bil premeščen na teritorialni rezervni seznam. Leta 1937 je bil ponovno aktiviran; postal je zdravstveni svetovalec novozelandskega obrambnega ministra, kar je ostal vse do konca vojne. Od leta 1939 pa je bil tudi medicinski predstavnik v obrambnem svetu Nove Zelandije.